# Linx (Rheinau)
Linx ist ein Stadtteil von Rheinau in Baden-Württemberg. Zu Linx gehört auch der Weiler Hohbühn.

## Geographische Lage
Linx ist der südlichste Stadtteil Rheinaus und liegt ca. 6 km vom Hauptort Freistett entfernt. Hohbühn liegt etwa 1,5 km nördlich von Linx.

## Geschichte

### Mittelalter

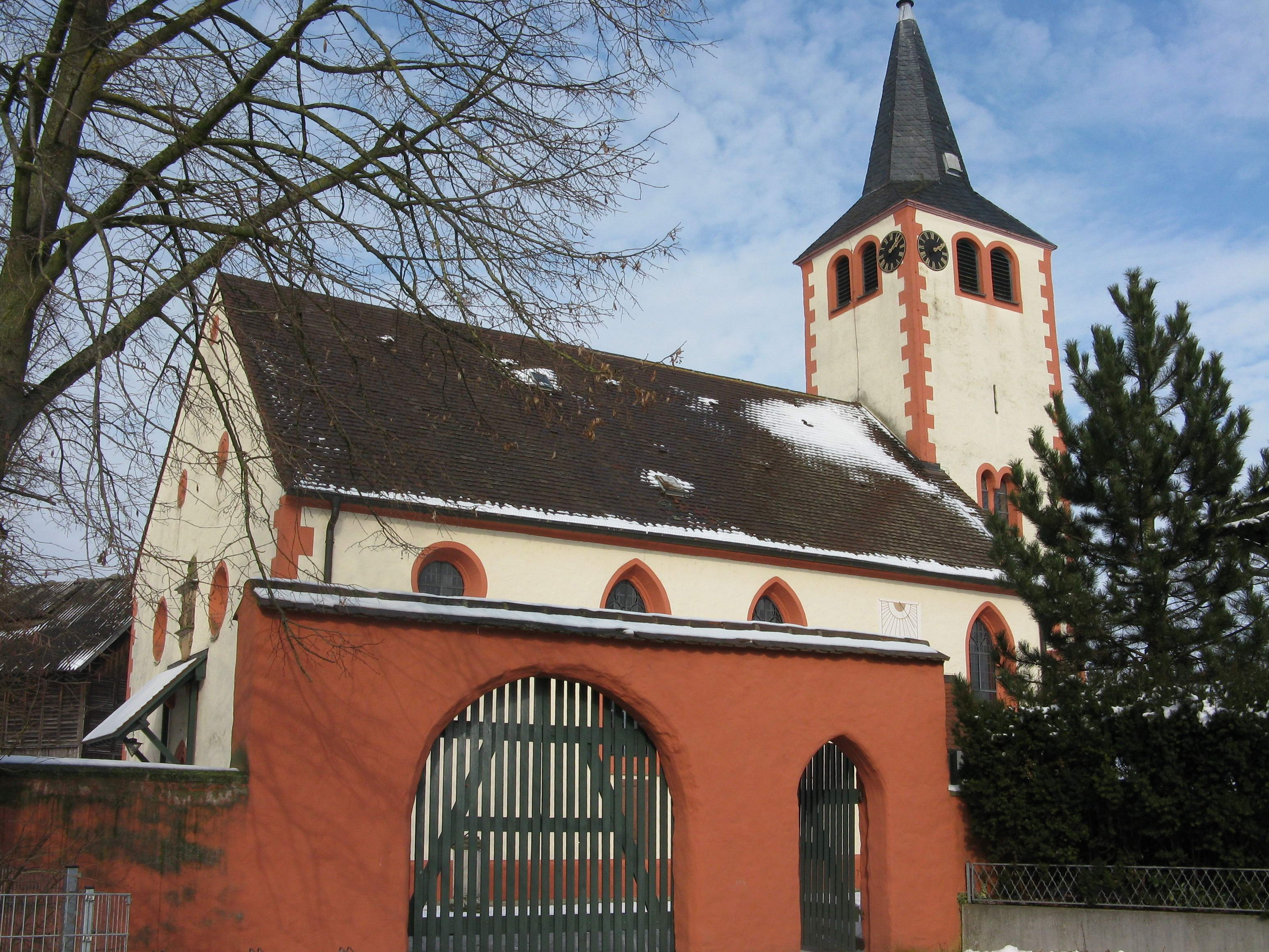
Vincentiuskirche in Lynx

Die älteste erhaltene Erwähnung des Dorfes – unter dem Namen Lingies – stammt von 1139, als Papst Innozenz III. dem Kloster Gengenbach dort Grundbesitz bestätigte. Linx lag im Amt Lichtenau der Herrschaft Lichtenberg. Es war ein Lehen des Bischofs von Straßburg, wobei die Erstbelehnung vermutlich 1274 erfolgte. 1335 nahmen die mittlere und die jüngere Linie des Hauses Lichtenberg eine Landesteilung vor. Dabei fiel das Amt Lichtenau – und damit Linx – an Ludwig III. von Lichtenberg, der die jüngere Linie des Hauses begründete. 1390 wurde das Dorf durch Heinrich IV. von Lichtenberg-Lichtenau an den Ritter von Blumenau verpfändet, später aber wieder eingelöst.
Anna von Lichtenberg (* 1442; † 1474) war als Tochter Ludwigs V. von Lichtenberg (* 1417; † 1474) eine von zwei Erbtöchtern mit Ansprüchen auf die Herrschaft Lichtenberg. Sie heiratete 1458 den Grafen Philipp I. den Älteren von Hanau-Babenhausen (* 1417; † 1480), der eine kleine Sekundogenitur aus dem Bestand der Grafschaft Hanau erhalten hatte, um sie heiraten zu können. Durch die Heirat entstand die Grafschaft Hanau-Lichtenberg. Nach dem Tod des letzten Lichtenbergers, Jakob von Lichtenberg, eines Onkels von Anna, erhielt Philipp I. d. Ä. 1480 die Hälfte der Herrschaft Lichtenberg. Die andere Hälfte gelangte an seinen Schwager, Simon IV. Wecker von Zweibrücken-Bitsch. Das Amt Lichtenau gehörte zu dem Teil von Lichtenberg, den die Nachkommen von Philipp und Anna erbten.

### Frühe Neuzeit
Graf Philipp IV. von Hanau-Lichtenberg (1514–1590) führte nach seinem Regierungsantritt 1538 die Reformation in seiner Grafschaft konsequent durch, die nun lutherisch wurde.
Unter den zahlreichen Kriegen des 17. Und 18. Jahrhunderts litt Linx durch seine Lage an der Heerstraße (heutige Bundesstraße 36) immer stark. So hatte der Ort 1637 als Folge des Dreißigjährigen Krieges nur noch 14 Einwohner.
Nach dem Tod des letzten Hanauer Grafen, Johann Reinhard III., 1736 fiel das Erbe – und damit auch das Amt Lichtenau mit Linx – an den Sohn seiner einzigen Tochter, Charlotte von Hanau-Lichtenberg, Landgraf Ludwig (IX.) von Hessen-Darmstadt. Bis 1745 war Linx Sitz einer „Stabhalterei“ (Vogtei), dann eines Schultheißen. Zur Schultheißerei gehörte auch der Weiler Hohbühn.

### Neuzeit

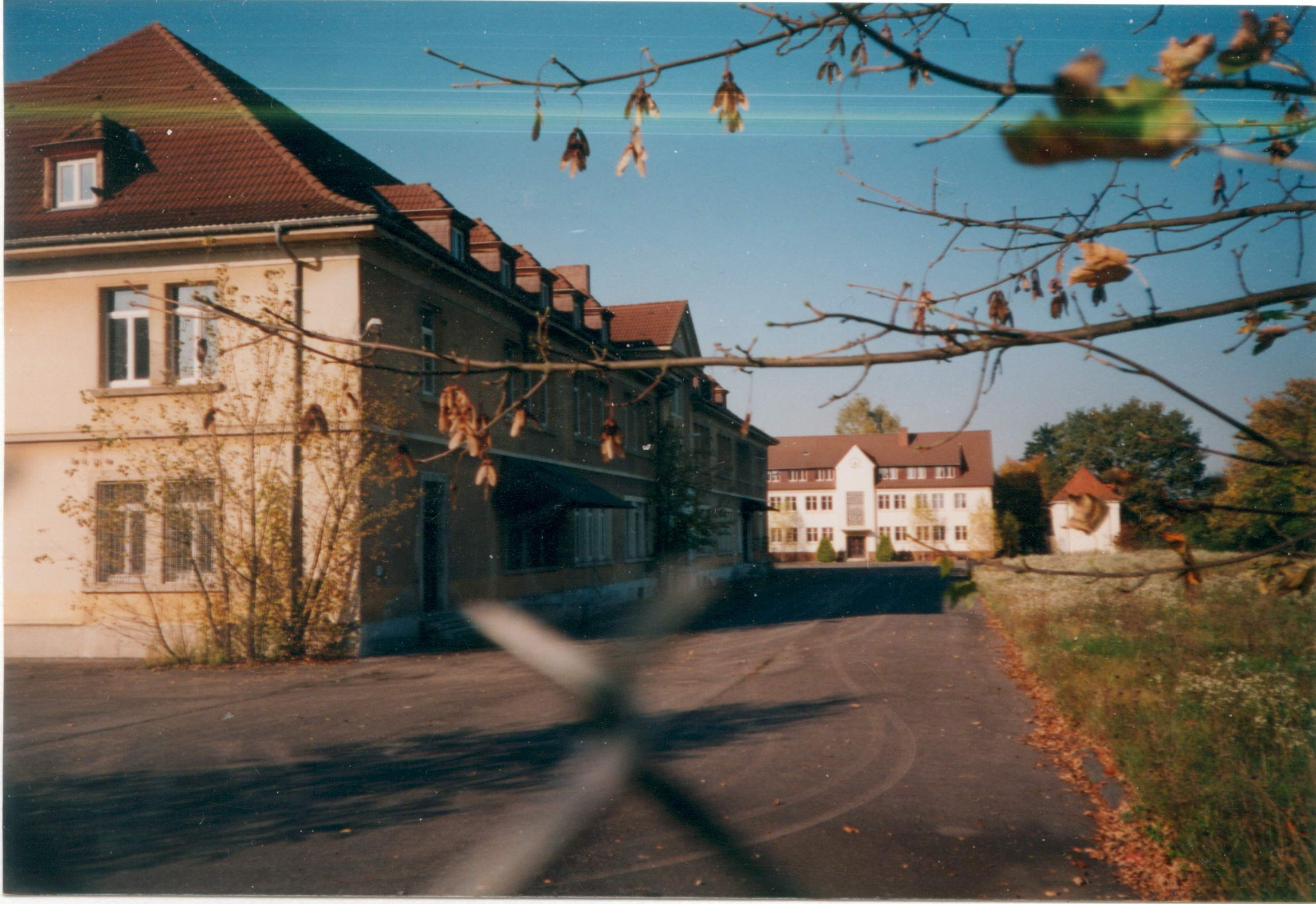
Mittlerweile abgerissene Französische Kaserne in Linx (1998)

Mit dem Reichsdeputationshauptschluss wurde das Amt und Linx im Jahr 1803 dem neu gebildeten Kurfürstentum Baden zugeordnet. Hohbühn ging folgend in Linx auf. Beim Übergang an Baden war Linx auf 488 Einwohner angewachsen. 1833 betrug die Einwohnerzahl 884, ging aber bis zur folgenden Jahrhundertwende auf 727 zurück.
Von 1919 bis 1930 war Linx französisch besetzt. Für das französische Militär wurde 1925 eine Kaserne errichtet. Hier war auch nach dem Zweiten Weltkrieg bis Anfang der 1990er Jahre französisches Militär stationiert.
Linx gehörte bis zuletzt dem Landkreis Kehl an, bis dieser infolge der Kreisreform am 1. Januar 1973 aufgelöst wurde. Am 1. April 1974 wurde Linx nach Rheinbischofsheim eingemeindet. Am 1. Januar 1975 wurden Rheinbischofsheim und Freistett zu Rheinau vereinigt.

## Politik

### Ortsvorsteher
Ortsvorsteherin ist seit 2017 Annette Sänger.

### Ortschaftsrat
Die Kommunalwahl am 25. Mai 2014 brachte folgende Sitzverteilung:
| Insgesamt 8 Sitze - Unabhängige freie Bürgerliste: 6 - FW: 2 |

## Sport
In Linx ansässig ist der SV Linx, der mehrere Spielzeiten in der Fußball-Oberliga Baden-Württemberg absolvierte. Zudem nahm der Verein am DFB-Pokal 1994/95 und DFB-Pokal 2018/19 teil.

## Wirtschaft und Infrastruktur

### Bildung
In Linx befindet sich ein Kindergarten.
Die nächstgelegenen Grundschulen befinden sich in Diersheim und Leutesheim; die nächstgelegene Realschule in Freistett. Ein Gymnasium befindet sich in Rheinbischofsheim.

### Verkehr
Durch Linx führt die L75 (bis zum 1. Januar 2016 B36). In südlicher Richtung findet die L75 Anschluss an die Bundesstraße 28.

Linx besitzt drei Bushaltestellen, die von der SWEG-Linien 301 bedient werden.

### Ansässige Unternehmen
Das bedeutendste Industrieunternehmen der Stadt Rheinau, das Fertighauswerk WeberHaus, einer der größten Fertighaushersteller in Europa, befindet sich in Linx.